# Galthof (Gemeinde Litschau)
Der Galthof ist eine Ortslage in der Katastralgemeinde Schönau bei Litschau in der Stadtgemeinde Litschau im Waldviertel.
In einer Lichtung an einer unter Naturschutz stehenden Allee aus Lärchen, Linden, Eichen, Eschen, Robinien und Kastanien gelegen, ist der Galthof ein ehemaliges Forsthaus, das zu den Besitzungen der Grafen von Seilern gehört. Von 1770 bis 1874 bestand beim Galthof eine Glashütte der Gräflich von Seilern'schen Glasfabrik, die teils mit Holz und teils mit Torf aus dem ca. 1 km nordöstlich gelegenen Rottalmoos befeuert wurde. Schweickhardt beschrieb den Galthof als herrschaftlichen Meierhof samt einem Jagdhaus.